# Lukas Poklepovic
Lukas Poklepovic, de son vrai nom Lukša Poklepović, né le 16 février 1945 et mort le 12 juin 2022, est un footballeur croate qui évoluait au poste de gardien de but.

## Carrière
Lukas Poklepovic rejoint l'équipe première du Hajduk Split en 1962 à l'âge de 19 ans. Après cinq saisons dans le championnat yougoslave, il part pour l'Allemagne et rejoint le FC Kaiserslautern amateur. Il n'y reste qu'un an puis est transféré en Belgique, au KSK Beveren, où il devient le gardien titulaire.
Il participe à la première campagne européenne du club, en Coupe des villes de foires 1970-1971. Le club atteint les huitièmes de finale, éliminé par Arsenal. Lukas Poklepovic est titulaire lors des six matches joués dans la compétition. En 1972, le club est relégué en deuxième division. Il remporte le titre de champion un an plus tard et remonte en première division. Le joueur décide alors de quitter le club pour retourner en Yougoslavie, au NK Šibenik, laissant la place à un jeune gardien prometteur, Jean-Marie Pfaff. Il part ensuite pour la Grèce, jouant à l'OFI Crète et au PAS Giannina avant de prendre sa retraite.

## Palmarès

### Joueur
- 1 fois champion de Division 2 en 1973 avec le KSK Beveren.